# Estádio Nacional de Lagos
O Estádio Nacional de Lagos (em inglês: Lagos National Stadium) é um estádio de futebol localizado na cidade de Lagos, antiga capital e maior cidade da Nigéria. Oficialmente inaugurado em 1972 para sediar os Jogos Pan-Africanos de 1973, o estádio também foi palco de duas finais da Copa Africana de Nações, realizadas em 1980 e 2000 e vencidas por Nigéria e Camarões, respectivamente. Inclusive, foi na final de 1980 que o estádio observou seu maior recorde de público: 85 000 espectadores assistiram ao jogo que a anfitriã Nigéria conquistou seu primeiro título continental ao vencer a Argélia por 3–0. Sua capacidade máxima é de 55 000 espectadores.

## Histórico
Durante trinta anos, entre 1973 e 2003, foi a casa onde a Seleção Nigeriana de Futebol mandou seus jogos oficiais, somente deixando essa posição após a inauguração do moderno Estádio Nacional Moshood Abiola, situado na capital Abuja em 8 de abril de 2003. Após a saída da seleção nacional do estádio, este passou a não ser mais utilizado para abrigar competições tanto da seleção nigeriana quanto dos clubes nigerianos, fazendo com que tal abandono acarretasse em falta de manutenção e precarização de sua estrutura física. 
Tal situação verificada a partir de segunda metade da década de 2000 fez com que competições esportivas antes sediadas ali fossem transferidas para o Estádio Teslim Balogun, com menor capacidade de público, e o espaço passou a ser utilizado ocasionalmente para eventos religiosos, embora tenha sofrido constantemente com a invasão de moradores sem-teto de Lagos.
No entanto, desde 2009, a Comissão Nacional de Esportes da Nigéria tem buscado soluções para promover uma ampla reforma no estádio para que possa voltar a sediar competições esportivas a nível nacional e internacional. Porém somente em outubro de 2022 é que as obras de revitalização do antigo estádio tiveram início.